# Prix Genève-Montréal
Le prix Montréal-Genève est un prix littéraire québécois. Il a été créé en 1995 conjointement par le Salon du livre de Montréal et son pendant genevois. 

## Description
Il distingue chaque année un auteur ou un journaliste.

## Lauréats
- 1995 - Liliane Perrin - Un marié sans importance
- 1996 - Georges-Hébert Germain - Inuit, le peuple du froid
- 1997 - Gilbert Salem - À la place du mort
- 1998 - Laurent Laplante - Pour en finir avec l’olympisme
- 1999 - Chantal Bouchard - La langue et le nombril